# Boudewijn van Gent
Boudewijn van Gent was lid van de Orde van de tempeliers en vervulde tussen 1176 en 1179 de functie van magister cysmarinus of meester van het Westen.

## Biografie
Hij was de vierde zoon van Wenemar I, heer van Bornem. Die was burggraaf van Gent tussen 1074-1120. Hij was voorbestemd om monnik te worden en verbleef een tijdlang in de Sint-Pietersabdij te Gent. Hij verkoos echter tempelier te worden. Tussen 1176 en 1179 vervult hij de functie van magister cysmarinus of meester van het Westen. Hij werd in die functie in 1179 opgevolgd door Aimon d'Aiz.